# Dammermaniellops birmanicus
Dammermaniellops birmanicus là một loài tò vò trong họ Ichneumonidae.